# Zoo de Marwell
Le Zoo de Marwell est un parc zoologique anglais  situé dans le comté de Hampshire, près de Winchester. Fondé par John Knowles en 1972, et d'une superficie de 57 hectares, il est aujourd'hui la propriété d'une organisation à but non lucratif : Marwell Wildlife. Le zoo présente plus de 1 200 animaux de 135 espèces. Le parc est impliqué dans la conservation de la nature, notamment en Afrique.

## Historique
Le zoo a été fondé par John Knowles, et ouvert en 1972. Quelques années après sa création, il est devenu un important centre de reproduction pour plusieurs espèces, dont certaines éteintes à l'état sauvage et d'autres menacés (comme la panthère des neiges et le tigre de Sibérie).
Le parc est situé dans le domaine de Marwell Hall, dont les bâtiments, classés de Grade I, ont été construits en 1320 par Walter Woodlock et en grande partie reconstruits en 1816 par Guillaume Long. Dans les années 1500, le domaine appartenait à la famille Seymour, et l'histoire locale veut que Henry VIII y ait épousé Jane Seymour. Entre septembre 1941 et mars 1944, le constructeur aérien Cunliffe-Owen Aircraft utilisa le domaine comme terrain d'aviation à l'appui de la fabrication d'avions militaires à l'usine d'Eastleigh, située non loin. Après la fin de la Seconde Guerre mondiale, le domaine a retrouvé un usage agricole jusqu'à la création du zoo.

## Installations et espèces présentées

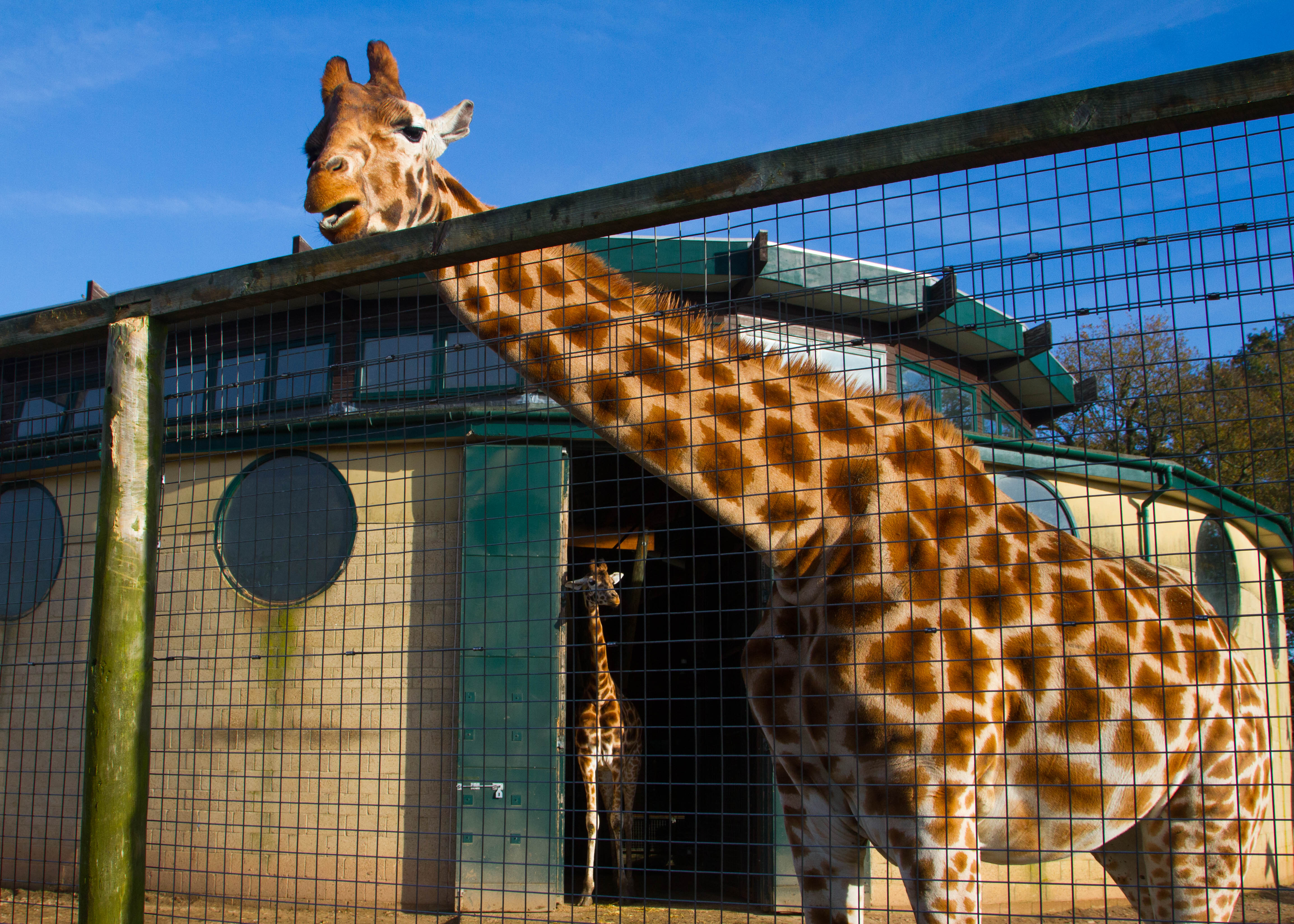
Les girafes.

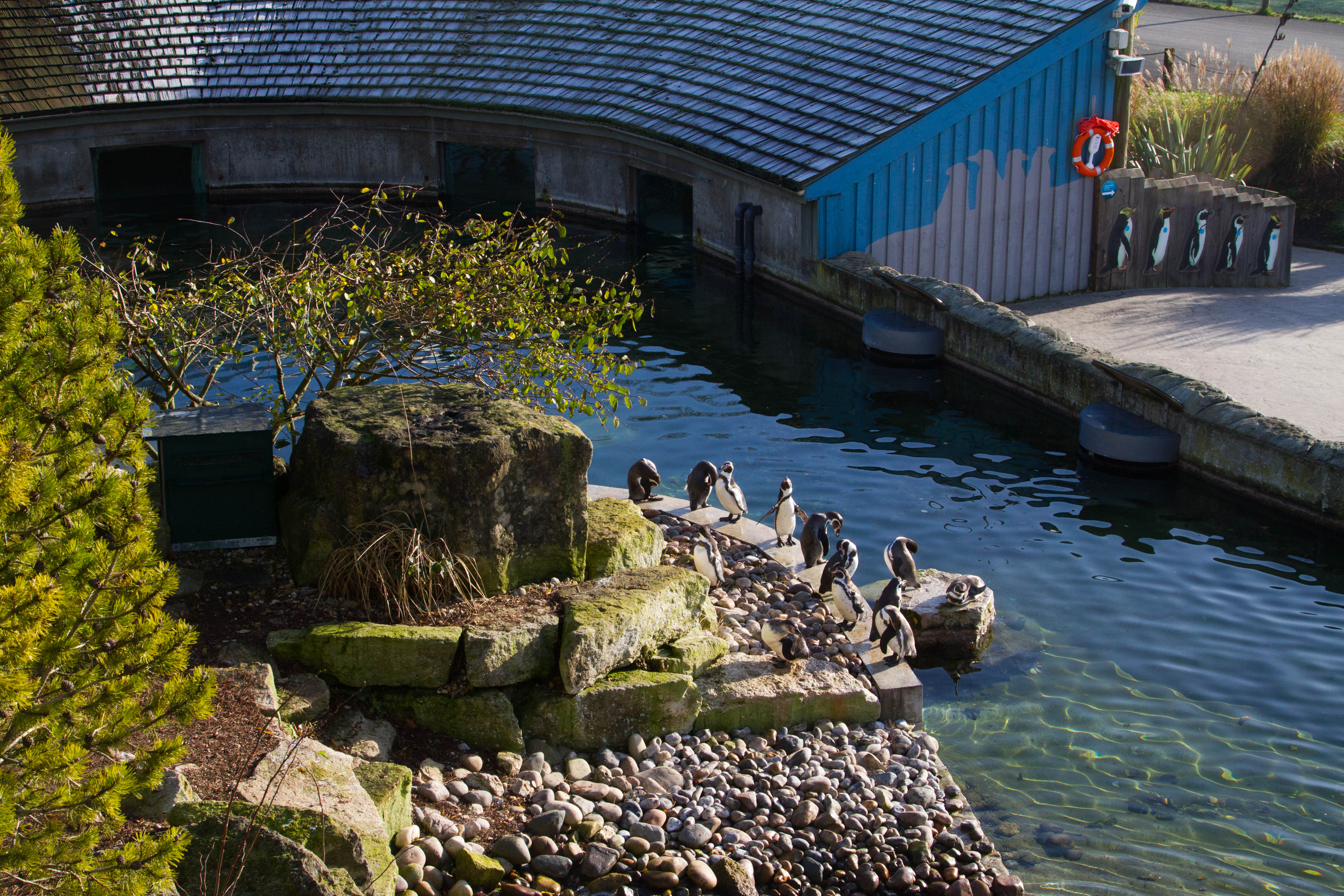
L'installation Penguin Cove, dédiée au manchots de Humboldt.

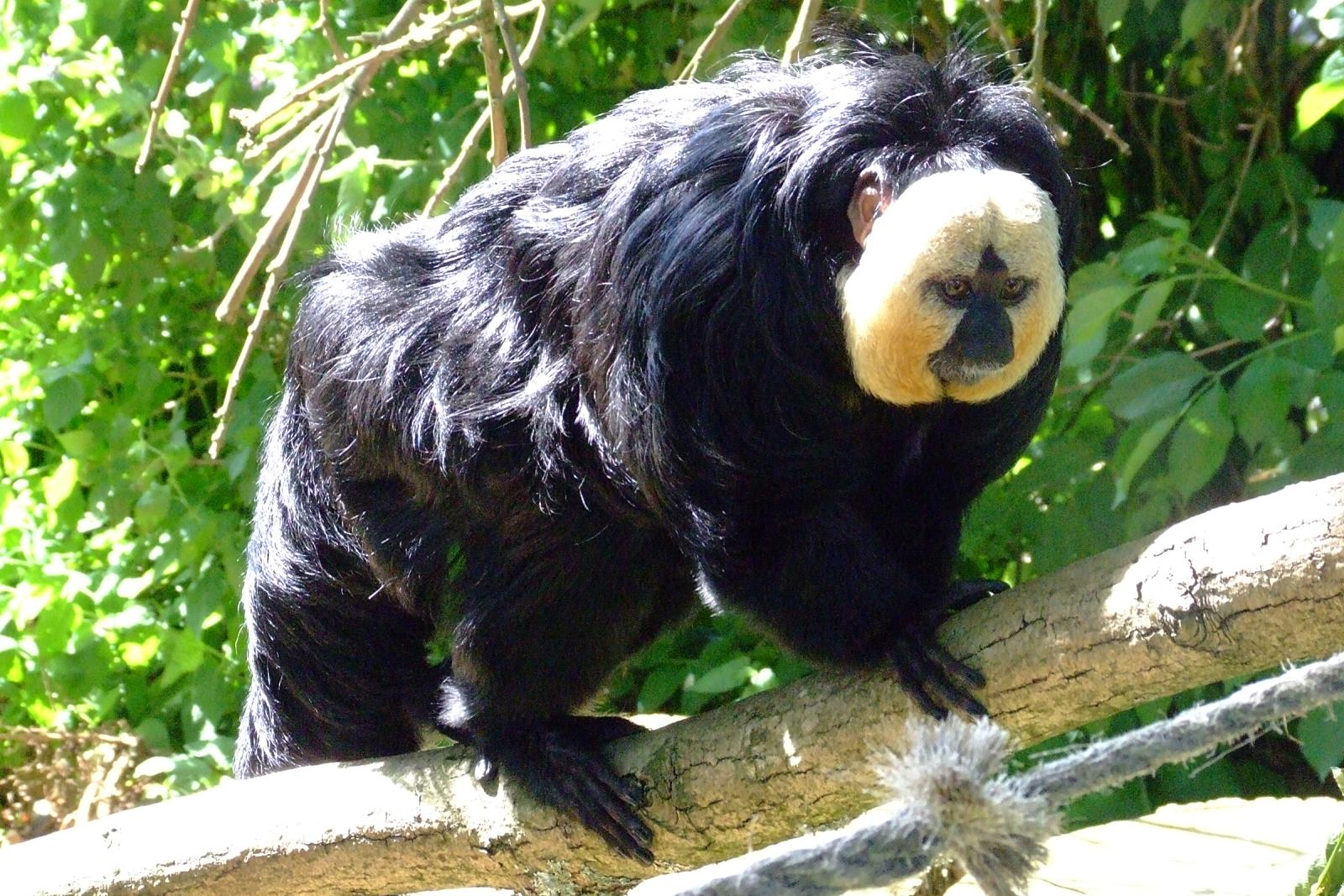
Un mâle saki à face blanche.

Les principales installations du parc sont :
- Into Africa avec des girafes de Rothschild, des hippotragues noirs, des passereaux plocéidés et des singes de l'Ancien Monde.
- Heart of Africa est une installation dédiée aux forêts tropicales du bassin du Congo et présente des bongos, des buffles nains et des poissons (cichlidés du Lac Malawi).
- Tropical World est un bâtiment présentant des animaux de la forêt tropicale comme des dendrobates, des tarentules, des lézards à collerette et des fourmis coupe-feuille.
- Roof of the World est une installation sur le thème de l'Himalaya et présenté des panthères des neiges et des hiboux.
- World of Lemurs un couloir de verre autour des enclos des lémuriens présentant des varis noir et blanc, des hapalémurs du Lac Alaotra et des lémurs catta.
- Penguin Cove est une installation rénovée en 2012 et qui présente une trentaine de manchots de Humboldt.
- Aridlands & Desert Carnivores présente des addax, des gazelles dorcas et des lézards.
- Fur, Feathers & Scales a été renommé en 2015 et comprend désormais une volière d'immersion pour oiseaux africains, Cold Blooded Corner, un vivarium présentant des espèces rares comme le monstre de Gila, le boa arboricole de Madagascan, des escargots Partula, des tortues égyptiennes et des conures soleil.